# Strobilanthes willisii
Strobilanthes willisii är en akantusväxtart som beskrevs av M.A. Carine. Strobilanthes willisii ingår i släktet Strobilanthes och familjen akantusväxter. Inga underarter finns listade i Catalogue of Life.